# Clockwatchers
Clockwatchers és una pel·lícula anglo-estatunidenca dirigida per Jill Sprecher, estrenada el 1997. Protagonitzada per Parker Posey, Lisa Kudrow, Toni Collette i Alanna Ubach. Els quatre treballen en un ambient d'oficina on són ignorats i els seus companys en desconfien.

## Argument
Iris (Collette) és una jove professional molt tímida i silenciosa que no vol sacsejar el vaixell a l'oficina on ella treballa temporalment. Margaret (Posey) és l'oposició davant Iris i un catalitzador per ajudar el seu canvi i per parlar a favor de si mateixa. Paula (Kudrow) frisosament espera les hores de després de la feina i la possibilitat d'ajuntar-se amb els executius de la companyia. I Jane (Ubach) està compromesa per casar-se amb un imbècil que ja l'està enganyant. Margaret espera convertir-se en una empleada fixa com a ajudant de Mr. Lasky (Bob Balaban) però els seus somnis es frustren quan de cop i volta mor. Una sèrie de robatoris tenen lloc a l'oficina i les sospites recauen en Margaret. Quan Iris troba un mono de plàstic que pensava que havia estat robat a l'escriptori de Margaret, perd la fe en ella i creu que ha estat robant.

## Repartiment
- Toni Collette: Iris Chapman
- Parker Posey: Margaret Burre
- Lisa Kudrow: Paula
- Alanna Ubach: Jane
- Helen FitzGerald: Cleo
- Stanley DeSantis: Art
- Jamie Kennedy: Eddie
- David James Elliott: Mr. MacNamee
- Debra Jo Rupp: Barbara
- Kevin Cooney: Mr. Kilmer
- Bob Balaban: Milton Lasky
- Paul Dooley: Bud Chapman
- Scott Mosenson: Jack Shoberg